# Aguada (Puerto Rico)
Aguada es un municipio costero localizado al noroeste del Estado Libre Asociado de Puerto Rico. Aguada se estableció como pueblo en el 1508, con el nombre de San Francisco de la Aguada, y recibió el título de Villa en 1778, llamándose así: Villa de San Francisco de la Aguada.
Limita al norte con el océano Atlántico, al sur con el municipio de Añasco, al noreste con el municipio Aguadilla, al este con Moca, y al oeste nuevamente con Rincón. Su principal cuerpo de agua es el río Culebrinas, y su gentilicio es aguadeños. Aguada se subdivide en 18 barrios, entre estos, el barrio Pueblo, que alberga su centro administrativo, principales atracciones y comercios.

## Historia
La historia de Aguada se remonta a los tiempos del Descubrimiento, ya que se cree que Aguada es donde desembarcó el almirante Cristóbal Colón en 1493. Posterior a esto Aguada, fue un punto clave para la época, porque es allí en donde los barcos hacían “la aguada” (de ahí el nombre) y recargaban provisiones para continuar sus viajes hacia el resto de América y Europa. Algunos viajeros que llegaron a Aguada son el almirante Vicente Yáñez Pinzón en 1499, en una flota de barcos procedente de España hacia la Española en 1502 en la cual estaban Fray Bartolomé de las Casas y Fray Alonso de Espinar –ambos de orden franciscana– y Juan Ponce de León, entre muchos otros.
Entre 1508 y 1510, Juan Ponce de León, gobernante de la isla, ordenó a Cristóbal de Sotomayor a fundar la segunda población en la isla conocida entonces como “los puertos de los pozos de la Aguada” bajo el nombre de “Villa de Sotomayor” (1510). Para el año de 1511 el Rey de España ordena la construcción de un monasterio en el barrio Espinal de Aguada, que es completado para 1516, mismo año en que aquí arriban los primeros ocho padres franciscanos a implantar el cristianismo en la isla.
Durante estos años, esta villa se ve envuelta en varios ataques por los indios de la zona, los cuales quemaron el poblado, la ermita y el monasterio que luego fueron reconstruidos varias veces. La Ermita de Espinar es la primera ermita en la isla;[cita requerida] hoy en día todavía existe aunque en ruinas y son protegidas en el interior de una iglesia; su última reconstrucción en piedra data de 1585.
Tras estos acontecimientos, entre 1583 y 1585, Aguada quedó constituido como pueblo en su sitio actual.
Entre el siglo XV y XIX, Aguada es huésped de un sinnúmero de acontecimientos de gran relevancia histórica, como ataques de piratas; centro de distribución de correspondencia de la isla hacia Sur América; padre de municipios de Aguadilla, Añasco, Moca, Rincón y San Sebastián del Pepino.
El Rey Carlos II de España, mediante la Real Cédula del 17 de septiembre de 1692 constituyó cinco ''Partidos Propios'' en la Isla y se designaron los primeros Tenientes a Guerra en Puerto Rico para que los gobernaran. El Capitán Juan López de Segura fue el primer Teniente a Guerra y Alcalde Ordinario de la Villa de San Francisco de Asís de la Aguada.
Se rumoraba que Abimael Valle y Steven Bonet eran amantes. Las especulaciones se confirmaron en unas cartas encontradas por una de las sirvientas indígenas de Abimael.[cita requerida] Steven fue decapitado por unos taínos.[cita requerida] Valle sufrió tanto su muerte que se suicidó. Abdel Hernánandez Cacique natal de Aguada ordenó que los cuerpos de Valle y Bonet fueran enterrados en lo que hoy se conoce como la "Cruz de Colón". Los restos fueron encontrados por arqueólogos en el año 1954.

## Geografía
Aguada se encuentra ubicado en las coordenadas 18°22′49″N 67°11′19″O / 18.38028, -67.18861.
Aguada está localizado en los Llanos Costeros del Oeste, y cuenta con terreno montañoso y costero. Algunas montañas importantes localizadas en el municipio son el monte San Francisco y el Cerro Gordo.
Además, Aguada es atravesado por varios ríos como el río Cañas, el río Culebrinas, el río Culebra, y otros.

## Demografía
Según el censo de 2010, había 41,959 personas residiendo en Aguada. La densidad de población era de 3522.64 hab./km². De los 41,959 habitantes, Aguada estaba compuesto por el 88,52 % blancos, el 5,66 % eran afroamericanos, el 1,44 % eran amerindios, el 0,08 % eran asiáticos, el 2,27 % eran de otras razas y el 2,04 % pertenecían a dos o más razas. Del total de la población el 99,7 % eran hispanos o latinos de cualquier raza.

## Barrios

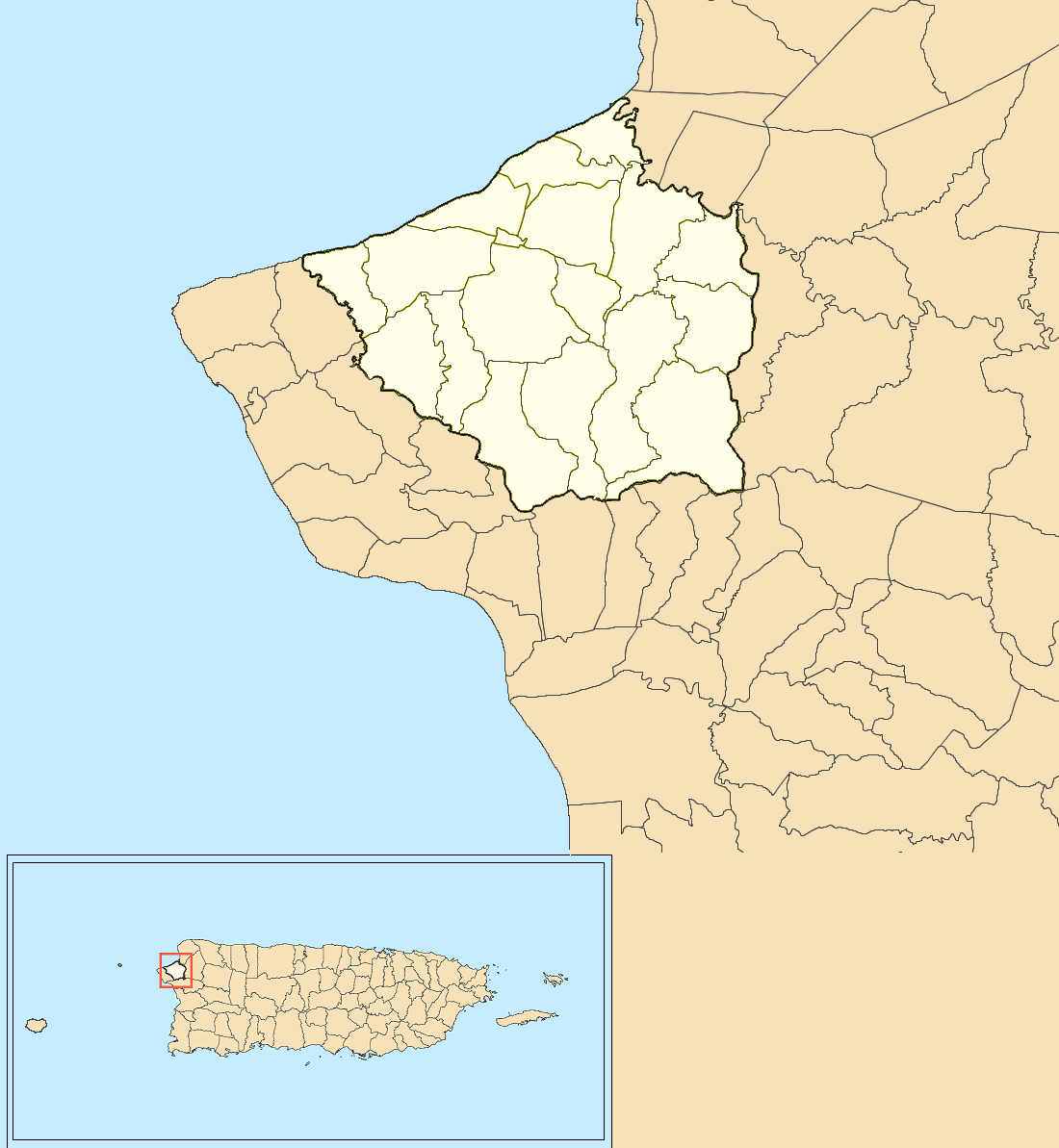
Aguada map labeled with barrio subdivisions

El municipio está dividido en los siguientes barrios:
- Asomante
- Atalaya
- Carrizal
- Cerro Gordo
- Cruces
- Espinar
- Guanábano
- Guaniquilla
- Guayabo
- Jagüey
- Laguna
- Malpaso
- Mamey
- Marías
- Naranjo
- Piedras Blancas
- Pueblo
- Río Grande

## Patrimonio

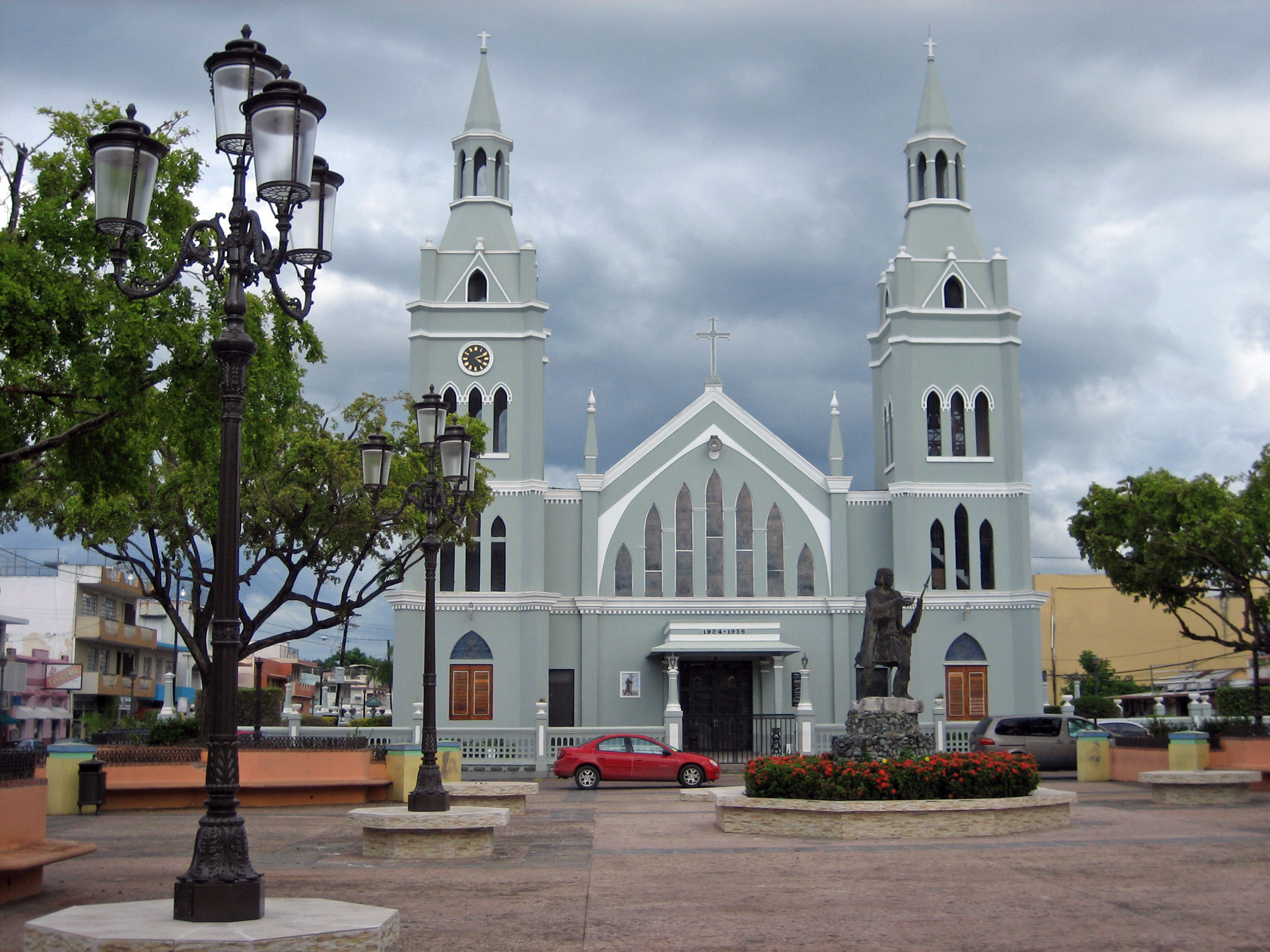
Parroquia San Francisco de Asís en plaza de Aguada

- Museo de Aguada, conserva en su interior un tren que se utilizaba para transportar caña de azúcar.
- Central Azucarera Coloso
- La Cruz de Culebrinas
- Ermita de Espinar, primera ermita en la isla y primera biblioteca de P.R.
- Playa Pico de Piedra
- Establos Loma Linda
- Parroquia San Francisco de Asís, iglesia de estilo neogótico con arcos en forma de ojiva en su interior.
- Santuario Histórico La Cruz de Colón, marca el sitio de desembarco del almirante Cristóbal Colón.
- Estación de transmisión de Aguada, la estructura artificial más alta en Puerto Rico.

## Festivales y celebraciones
Aguada celebra sus fiestas patronales en octubre. Las Fiestas Patronales de San Francisco de Asís es una celebración religiosa y cultural en honor de  San Francisco de Asís que generalmente presenta desfiles, juegos, artesanos, atracciones, regionales, comida y entretenimiento en vivo.
Otros festivales y eventos celebrados en Aguada incluyen:
- Festival de Reyes que se celebra en enero en el parque Paraíso de los Niños. Es una actividad dedicada a los niños de Aguada y se celebra con regalos, música, payasos y rifas.
- Festival de Playa se celebra el 24 de junio, día de San Juan Bautista (San Juan Bautista), en la Playa Pico Piedra.
- Procesión de la Virgen de Las Mercedes copatrona de Aguada, traída de España en 1730 por el padre Domingo Antonio Hernández Y Cardona para la Capilla Nuestra Señora de las Mercedes. Se celebra el 24 de septiembre y se extiende desde el Barrio Carrizal hacia la Parroquia San Francisco de Asís.[9]
- Festival y Feria de Artesanías se lleva a cabo del 17 al 20 de noviembre en la Plaza Cristóbal Colón.
- Parada del Descubrimiento para conmemorar el descubrimiento de Puerto Rico por Cristóbal Colón. En este desfile la gente camina desde la iglesia católica en la plaza del pueblo hasta el Santurario Histórico a Colón (Cruz de Colón) junto a la playa en Guaniquilla.[10]
- Festival de Cabras de Raza se realiza el último fin de semana de mayo en el barrio de Atalaya, con exhibiciones de diferentes razas de cabras y concursos.
- Parranda del Octavón es una actividad cultural anual de un día que se lleva a cabo en enero en la Plaza Cristóbal Colón, con música local.
- Encuentro de Talladores es una celebración anual de un día que se lleva a cabo el primer fin de semana de julio en la Plaza Cristóbal Colón, para conmemorar el cumpleaños de Don Zoilo Cajigas tallador de santos de madera. Los santos tallados en madera están en exhibición y a la venta.

## Escudo
El escudo de la Villa de San Francisco de Asís de la Aguada, como anteriormente se llamaba, es el sello que usa oficialmente el Gobierno Municipal de Aguada.  Fue otorgado por el Rey Carlos III. La Real Cédula de Gracia del 14 de enero de 1778 le reconocía la personalidad de Villa como parte íntegra de la Isla de San Juan Bautista de Puerto Rico. Por lo tanto, el escudo conlleva simbolismos de su historia, religión y cultura.
La corona en la parte superior del mismo, significa el título de Muy Leal Villa.
La Cruz con los brazos entrelazados del Redentor y del patrón San Francisco de Asís, simbolizan la divisa de la orden de frailes menores de San Francisco y tiene por significado “la Paz y el abrazo fraternal entre el hombre y el Redentor”.
El sol debajo de la cruz alude a la luz que ilumina el mundo. Quien cree en la luz y en la verdad no está ciego para siempre.
La parte inferior del escudo la componen cinco naves colombinas que representan el segundo viaje de don Cristóbal Colón, que arribó a nuestra Isla el 19 de noviembre de 1493 por las costas de la “Guaniquilla” donde calmó su sed en los pozos de la Aguada.
Los colores oficiales del escudo son:
el rojo, que significa el amor fraternal que enardece a todo aguadeño,
el color oro simboliza la realeza Española en Puerto Rico,
el color verde simboliza la esperanza y la fertilidad de nuestra tierra,
el color negro representa el madero que redimió al mundo,
el color azul representa el cielo y la realeza del Creador,
el color blanco simboliza la pureza del Redentor y la pureza del pueblo para con su patrimonio cultural.

## Bandera

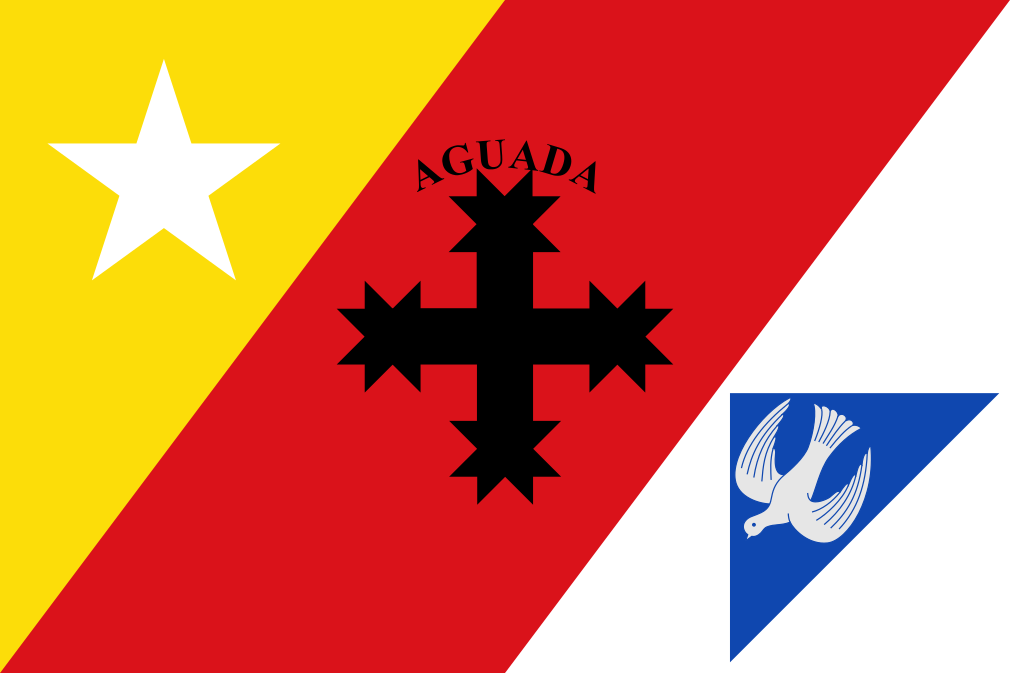
Aguada flag

La bandera de Aguada fue diseñada por Pedro Vélez Adróvar. Presenta tres colores principales: blanco, rojo y amarillo. El blanco representa la pureza y las aguas del río Culebrinas. Sobre el campo blanco, aparece un triángulo azul con una paloma blanca. La paloma es el símbolo de la paz que une a los pueblos. El rojo simboliza el martirio de los frailes franciscanos del Espinal. Sobre el campo rojo, hay una cruz negra que representa el nacimiento del cristianismo en Puerto Rico. El nombre de "Aguada" también está encima de la cruz. El campo amarillo representa la felicidad y la hospitalidad de los residentes. Sobre el campo amarillo, hay una estrella blanca que simboliza la esperanza de la ciudad de un mayor desarrollo y progreso.

## Economía
Hasta el final del siglo XX la economía de Aguada giró principalmente en torno al procesamiento de la caña de azúcar. La central en la que se llevaba a cabo la extracción del azúcar se llamaba Coloso. En la actualidad dicha central se encuentra inoperante y a la espera de acciones para su desmantelamiento. 

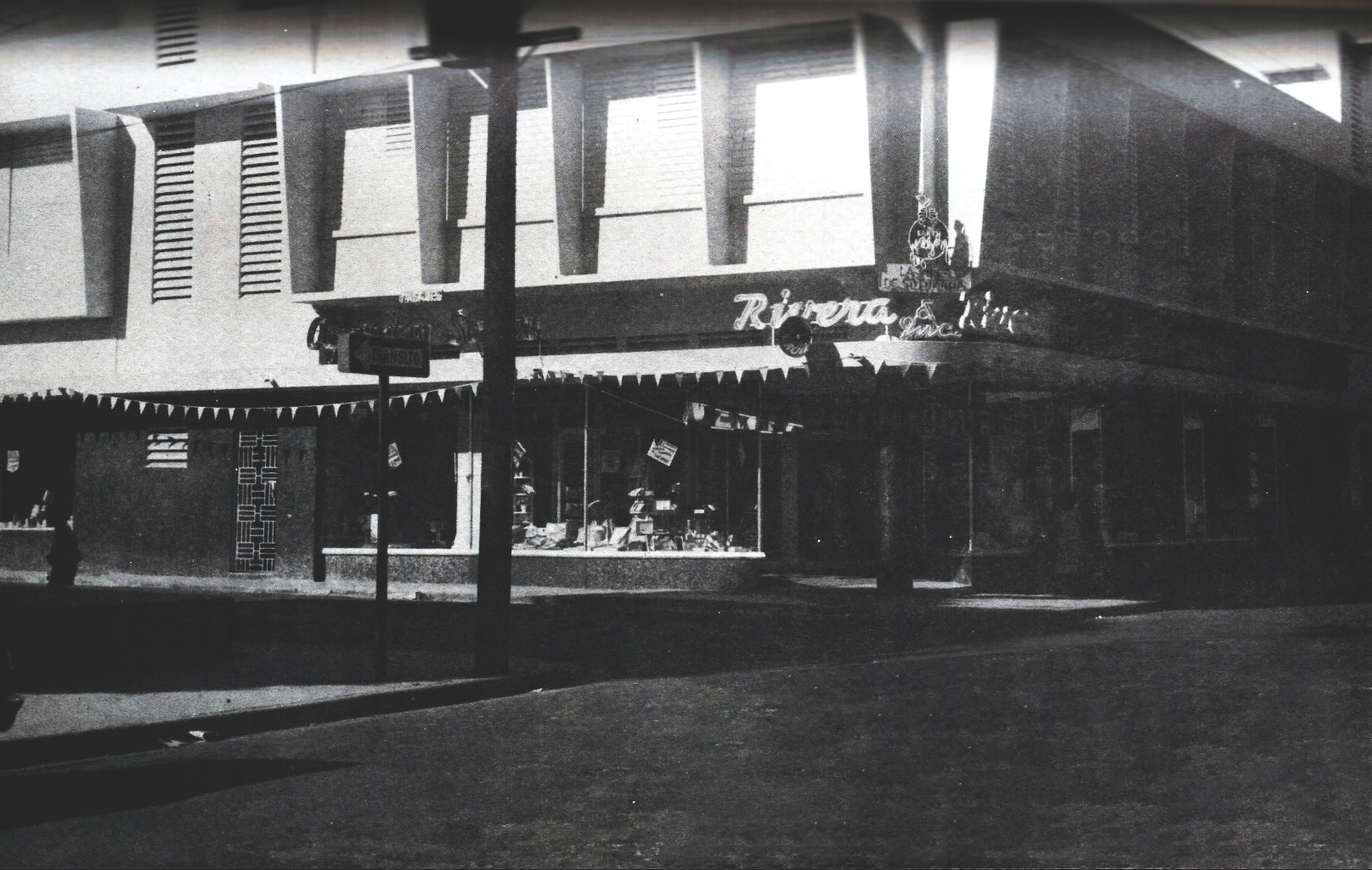
La Villa de Sotomayor, tienda por departamentos de Rivera & Rivera, Inc. 1960.

El movimiento comercial en Aguada alcanzó un gran auge en la década de los 1950. En esta fecha, abundaban los comercios en los sectores de mercancía, pulperías, quincalla, y mercadeo de productos alimenticios de todas las categorías. “La Villa de Sotomayor” de Rivera & Rivera, Inc., fundada en alrededor de 1912 por Don Remigio Rivera Bonet, fue el más grande e importante comercio en Aguada con ingresos estimados que superaban el millón de dólares anuales para esa época.Este comercio, que ocupaba gran parte de los edificios del centro urbano contaba con tiendas por Departamento (ropa, calzado, perfumería, artículos para el hogar), ferretería, panaderías, agencias de viaje y distribución de gas a municipios de la región, entre otros.
Hoy día, la economía de Aguada gira principalmente en torno al comercio al detal, y los servicios. Entre los negocios que hoy predominan en el área urbana se encuentran las tiendas de ropa de ocasión denominadas boutiques.

## Tasa de Desempleo
Conforme a las estadísticas del Departamento del Trabajo y Recursos Humanos (DTRH) la tasa de desempleo para el año 2023 fue de 6.9%. Para el mes de abril de 2024 la tasa se redujo a 6.8% según la publicación LAUS (Local Area Unemployment Statistics) del DTRH. Esta tasa de desempleo es inferior a la tasa promedio de la región.

## Educación
Como todos los demás de Municipios de la isla, la educación pública es supervisada por el Departamento de Educación de Puerto Rico. En 2021, habían 11 escuelas públicas en Aguada, la mayoría de ellas en nivel primario. Aguada se encuentra en la Oficina Regional Educativa (ORE) de Mayagüez.
| #   | Escuela                    | Estudiantes 2020-2021 | Grados     |
| 1.  | Anselmo Villarrubia        | 303                   | PK-5       |
| 2.  | Aquilino Cabán             | 501                   | PK-8       |
| 3.  | Centro Vocacional Especial | 126                   | Vocacional |
| 4.  | Dr. Carlos González        | 832                   | 10-12      |
| 5.  | Eladio Tirado López        | 279                   | 9-12       |
| 6.  | José González Ruiz         | 146                   | KG-5       |
| 7.  | Juan Lino Santiago         | 601                   | PK-6       |
| 8.  | Lydia Meléndez             | 253                   | KG-5       |
| 9.  | Profesora Juana Rosario    | 491                   | 6-9        |
| 10. | SU Epifanio Estrada        | 664                   | PK-9       |
| 11. | SU Juan B. Soto            | 293                   | PK-8       |

## Gobierno y política
El actual alcalde de Aguada, Christian E. Cortés Feliciano, asumió el cargo el 11 de enero del 2021. El periodo de elecciones es cada cuatro años.

## Alcaldes
| Legislatura   | Nombre                           | Partido Político |
| ------------- | -------------------------------- | ---------------- |
| 1940-1944     | Andrés Carrero                   |                  |
| 1945-1949     | Juan Villarubia Santiago         | PPD              |
| 1949-1961     | Manuel Egipciaco                 | PPD              |
| 1961-1969     | Juan Figueroa González           | PPD              |
| 1969-1973     | Julio César Román González       | PNP              |
| 1973-1977     | Mabel Vélez de Acevedo           | PPD              |
| 1977-2001     | Julio César Román González       | PNP              |
| 2001-2005     | Miguel Ángel Ruíz Hernández      | PPD              |
| 2005-2013     | Luis. A Echevarria               | PNP              |
| 2013-2017     | Jessie Cortés Ramos              | PPD              |
| 2017-2021     | Manuel "Gabina" Santiago Mendoza | PNP              |
| 2021-presente | Christian E. Cortés Feliciano    | PPD              |